# Carabus kurilensis
Carabus kurilensis (лат.) (Жужелица Курильская) — вид жуков из рода жужелиц. Относится к подроду Aulonocarabus. Выделяют не менее семи подвидов.

## Распространение
В России распространены на Курильских островах (в том числе остров Уруп) и Сахалине. Также обитает в Японии.

## Описание
Длина тела одного измеренного экземпляра составила 23 мм. Тело, ноги и голова самок чёрные, при этом переднеспинка и голова — с небольшим жирным блеском.

## Взаимодействие с человеком
Экземпляр (самка) имеется в Сахалинском областном краеведческом музее. Существует торговля экземплярами данного вида.